# Ртутьбарий
Ртутьбарий — бинарное неорганическое соединение
бария и ртути
с формулой BaHg,
кристаллы.

## Получение
- Сплавление стехиометрических количеств чистых веществ:

{\displaystyle {\mathsf {Ba+Hg\ {\xrightarrow {822^{o}C}}\ BaHg}}}

## Физические свойства
Ртутьбарий образует кристаллы
кубической сингонии,
пространственная группа P m3m,
параметры ячейки a = 0,4131 нм, Z = 1,
структура типа хлорида цезия CsCl
.
Соединение конгруэнтно плавится при температуре 822 °C .